# REACH (бренд)
REACH (рус. Рич) — бренд, под которым выпускаются средства для гигиены полости рта, включая зубные щётки, ополаскиватели и зубные нити. Бренд ведёт свою историю от зубных щёток REACH, разработанных компанией DuPont в 1976 году.

## История

### 1970-е
1976 — DuPont вышла на рынок зубных щёток после четырёх лет исследований в университете Тафтса под руководством Перси Хилла младшего, консультанта компании Applied Ergonomics. REACH стала первой эргономичной зубной щёткой. Она доказала свою эффективность в клинических испытаниях и положила начало такой области исследований как «дизайн зубных щёток».
Статья 1976 года в Chicago Tribune сообщает о следующем уникальном торговом предложении щётки REACH: «изогнутая четырёхгранная ручка (для удобного расположения в руке) с удлинённой шейкой (для более легкого достижения труднодоступных областей) и компактная головка с двухуровневой щетиной». Щетки REACH по форме напоминают инструмент стоматолога, так как головка находится под углом к ручке. Эта особенность позволяет щетке проникать в самые труднодоступные уголки полости рта, отсюда и название. (REACH с английского языка переводится как «достигать», «проникать».)
DuPont начала рекламу своей зубной щётки в апреле 1976 года; сначала в Грин-Бей, Висконсин, а затем и в Чикаго, рекламируясь в газетах и на телевидении.
1977 — Johnson & Johnson покупает у DuPont бренд REACH, опережая Procter & Gamble.
1978 — Johnson & Johnson представил бренд на общенациональном уровне, запустив первую рекламную кампанию зубной щётки стоимостью миллион долларов.

### 1980-е
1983 — зубная щётка REACH была использована в компьютерной игре Tooth Protectors для игровой приставки Atari 2600, наряду с зубной нитью Johnson & Johnson и ополаскивателем Act.
1985 — зубная щётка REACH получила признание от Американской ассоциации стоматологов.
1986 — австралийский аниматор Фил Митчем придумал персонажа Mr. Reach, который стал популярным на многих мировых рынках, включая Японию и США.
К концу 80-х годов REACH занимала 28 % рынка США, успешно конкурируя с лидером рынка Oral-B (35 % рынка). Однако к 1991 году её доля упала до 20 %.

### 1990-е
1993 — REACH представила первую в мире зубную щётку, разработанную специально для детей, под названием «Wondergrip». До этого все зубные щётки для детей были лишь уменьшенными копиями щёток для взрослых. Студия «Smart Design» изучила поведение при чистке зубов более 100 детей и создала щётку, которая способствует правильной технике чистки зубов.
1996 — REACH представила зубную щётку REACH Plaque Sweeper и зубную нить REACH Floss Gentle Gum Care. J&J удвоила свой рекламный бюджет по сравнению с предыдущим годом — до более 20 миллионов долларов — с целью восстановить свою долю рынка, которая к этому времени упала до 15,5 %.

### 2000-е
2001 — к выходу фильма «Гарри Поттер и философский камень» REACH создаёт зубную щётку «Гарри Поттер».
2006 — компания Fuel Industries разработала для Johnson & Johnson Canada рекламную компьютерную игру «Mr. Reach: In the Mouth of Mystery», использовав в ней продукцию REACH и персонаж Mr. Reach.
2008 — в августе REACH представил зубную щётку и нить UltraClean.
2009 — после проведения клинических испытаний компания Johnson & Johnson заявила, что зубная нить REACH UltraClean устраняет до двух раз больше налёта, чем нить Glide (Procter & Gamble), а также что зубная щётка UltraClean устраняет больше налёта и обеспечивает лучшее здоровье дёсен по сравнению с зубной щёткой Colgate 360°. Также было заявлено, что щётка REACH UltraClean устраняет до 90 % налёта в труднодоступных местах.

### 2010-е
2010 — зубная щётка Total Care Floss Clean, разработанная компанией Fuseproject, стала финалистом международного конкурса дизайна IDEA 2010. В этом же году REACH представил новую линию зубных щёток и нитей «REACH Total Care Plus Whitening», предназначенных для отбеливания зубов. Также в 2010 году REACH запустил совместный проект «REACH by design» с дизайнерами Селери Кэмбел и Томом Дэлаваном, а также знаменитым стилистом Брэдом Горески.
2011 — Национальная комиссия по рекламе (National Advertising Division) подвергла критике рекламу зубной щётки REACH Total Care Plus Whitening, предложив J&J изменить свои заявления о том, что «Обычные щётки чистят зубы. REACH их отбеливает» и «REACH разработал уникальную технологию микроотбеливания карбонатом кальция. Это означает, что каждый раз, когда вы чистите зубы, вы отбеливаете их и устраняете пятна». В результате NAD установила, что J&J может подтвердить заявление, что «Обычные щётки чистят зубы. REACH их отбеливает», однако предложила изменить другие заявления, чтобы потребители понимали, что устранение пятен достигается внешними факторами, посредством абразивного воздействия щетинок, а не по причине отбеливающих свойств щётки.
Также в 2011 году REACH продолжил сотрудничать со знаменитостями, пригласив Шошанну Грусс и звезду Flipping Out Джеффа Льюиса в проект «REACH by Design».
2012 — в декабре 2012 года Johnson & Johnson продала права на зубные щётки REACH в США, странах Карибского бассейна и Канаде портфельной компании «Dr. Fresh LLC» за неназванную сумму. Сделка не включала зубную нить REACH либо другие межзубные продукты.
2014 — в апреле 2014 года компания Dr. Fresh представила зубные щётки «Complete Care Triple Angle», заявив на своём сайте, что это «самые совершенные щётки REACH из когда-либо сделанных».
2015 — Dr. Fresh вновь представил Mr. REACH в своей рекламе «REACH Complete Care 8-in-1 Rinse». В этом же году Johnson & Johnson прекратила существование бренда REACH и провела ребрендинг зубной нити REACH в зубную нить Listerine, сообщив об этом на своём официальном сайте в июне 2015 года.